# Waterville Valley
Waterville Valley est une ville américaine située dans le New Hampshire. Sa population est de 257 habitants lors du recensement de 2000.
Il s'agit également d'une populaire station de sports d'hiver où de nombreuses compétitions (comme la coupe du monde de ski alpin) se sont tenues.